# Operazione Checkmate
Operazione Checkmate (" Scaccomatto" in lingua inglese) è il nome in codice di un raid navale compiuto ad Haugesund, in Norvegia, da parte di un commando britannico nell'aprile del 1943 durante la Seconda Guerra Mondiale. Il gruppo era composto di sette incursori dell'Arctic commando (commando dell'Artico) nº 14 e riuscirono ad affondare una nave usando le mine magnetiche "patella", che prendono il nome dalla loro forma che somiglia alla patella, un mollusco. Mentre aspettavano nascosti di essere riportati nel Regno Unito, i sette vennero catturati dai tedeschi il 14 e il 15 maggio 1943 e portati nel campo di concentramento di Sachsenhausen e Bergen-Belsen, sei di loro vennero giustiziati in base all'Ordine Commando, mentre il settimo morì di tifo.

## Contesto
L'Operazione Checkmate fu l'ultimo di 12 raid inglesi sulla costa norvegese durante la seconda guerra mondiale. Il commando per l'operazione era composto da un ufficiale e altri sei componenti di altro grado presi dal Commando Artico nº 14 del Tenente Colonnello E. A. M. Wedderburn. Il commando venne formato nel tardo 1942, per condurre operazioni all'interno del circolo polare artico, a seguito della richiesta del capo del quartier generale per le operazioni combinate (Combined Operations Headquarters) Louis Mountbatten. Il commando nº 14 era composto da una truppa di nove ufficiali e 18 soldati di altro grado specializzati in operazioni con piccole navi e una seconda truppa di sei ufficiali e 22 soldati di altro grado specializzati in sci nordico e alpinismo.
L'obiettivo del commando inglese era quello di attaccare le basi norvegesi della Kriegsmarine e della Luftwaffe, dalle quali i tedeschi attaccavano i convogli artici degli Alleati: vennero scelti gli uomini della prima truppa, specializzata in operazioni con piccole navi. Il comandante era il Tenente John Godwin, della riserva volontaria della Royal Navy, originario di Buenos Aires. Il resto del gruppo comprendeva un sergente della British Army, Victor John Cox proveniente dal commando nº 12; due sottufficiali della Royal Navy, Alfred John Roe e Harold Hiscock e tre abili marinai sempre della Royal Navy, Neville Arthur Burgess, Keith Mayor e Andrew Anthony West. La loro missione era quella di attaccare i trasporti tedeschi a Oslo e Kopervik nell'Haugesund entrando nelle baie in canoa e attaccando le mine "patella" sugli scafi delle navi tedesche.

## L'operazione
Il commando venne trasportato attraverso il Mare del Nord da un motosilurante. All'arrivo in acque norvegesi venne formata una base di pattuglia, prima che il motosilurante tornasse nel Regno Unito. Il commando venne lasciato solo con un coble da pesca e le loro canoe. A operazioni finite, il motosilurante sarebbe dovuto ritornare in Norvegia per riprendere il commando e tornare in terra inglese.
Il commando aveva in dotazione due canoe con le quali portare a compimento la missione. Il tenente Godwin e il marinaio Burgess formavano una canoa, mentre gli altri due marinai Mayor e West formavano la seconda. Il piano era di muoversi con il coble, al buio, avvicinandosi ai loro obiettivi ad una distanza sufficiente da poter permettere di usare le canoe e posizionare le mine. Riuscirono ad affondare soltanto una nave tedesca, il dragamine M 5207. Un documento tedesco, tradotto, cita: "Alcuni piroscafi tedeschi sono stati affondati ad Oslo e Kopervik". Questo rapporto include la nave affondata nell'Operazione Checkmate e quelle affondate dalla Oslogjengen a Oslo. Successivamente, le due canoe ritornarono dove era il coble, che nel frattempo era stato spostato dai tre soldati rimasti con l'aiuto dei civili norvegesi in un posto sicuro più nell'entroterra nell'intento di ripararlo.
L'equipaggio dovette abbandonare il coble mentre le due canoe con i quattro uomini a bordo si spostarono a ovest, verso le isole Urter, in attesa di essere recuperati dal motosilurante. L'equipaggio fu catturato il 14 maggio 1943 dall'esercito tedesco e della polizia norvegese con l'aiuto dei civili norvegesi. Il giorno dopo anche gli altri quattro uomini delle canoe furono catturati. Inizialmente furono rinchiusi nel campo di concentramento di Grini e interrogati prima di essere consegnati al Sicherheitdienst e trasportati al campo di concentramento di Sachsenhausen.

## Conseguenze
Tutti i coinvolti nell'Operazione Checkmate futono catturati in uniforme e avrebbero dovuto essere trattati come prigionieri di guerra. Tuttavia nel 1942 Adolf Hitler aveva emanato un ordine nel quale si specificava che tutti i commando catturati, non importava se in uniforme o meno, avrebbero dovuto essere fucilati subito dopo l'interrogatorio.
Al campo di concentramento di Sachsenhausen gli uomini furono costretti a testare calzature militari tedesche marciando per quasi 50 chilometri al giorno sui ciottoli. Cinque di loro, eccetto Mayor e Roe vennero uccisi il 2 febbraio 1945. Mayor e Roe vennero invece trasferiti al campo di concentramento di Bergen-Belsen, dove Mayor venne ucciso il 7 aprile 1945 e Roe morì di tifo. Godwin venne menzionato, dopo la morte, nei rapporti ufficiali del 9 novembre 1945 per "Grande galanteria e come esempio d'ispirazione mentre era prigioniero di guerra in Norvegia e poi a Sachsenhausen, Oranienburg, Germania, 1942-1945". Viene ricordato nel Memoriale di Portsmouth, uno dei memoriali per i soldati che hanno prestato servizio navale e che non hanno una tomba. Mayor venne menzionato il 22 aprile 1947 "Per grande vigore e risoluzione mentre era in mano tedesca, dal momento della sua cattura alla sua morte a Bergen-Belsen nell'aprile 1945" ed anche lui viene commemorato nel memoriale di Portsmouth, così come Roe. Cox è commemorato nel Memoriale di Brookwood, mentre Hiscock è ricordato nel Memoriale di Lowestoft, Burgess in quello di Chatham e West in quello di Plymouth.

### Approfondimenti
- Kenneth Macksey, Godwin's Saga, London, Brassey's, 1987, ISBN 978-0-08-034742-4.